# James Burty David
James Burty David (* 1951; † 13. Dezember 2009 in Port Louis) war ein Politiker aus Mauritius.

## Biografie
Er wurde im Dezember 1976 erstmals als Mitglied der Mauritian Labour Party (MLP) zum Abgeordneten des Parlaments (Assemblée Législative) gewählt, wo er bis zu seiner Wahlniederlage 1982 den Wahlbezirk Belle-Rose-Quatre-Bornes vertrat.
Nachdem er sich fast dreizehn Jahre aus der Politik zurückgezogen hatte, kehrte er im Januar 1995 ins politische Leben zurück und kandidierte er gemeinsam auf einer Liste mit dem damaligen Außenminister Paul Bérenger bei einer Nachwahl im Wahlkreis Stanley-Rose-Hill. Schließlich wurde er im Dezember 1995 zum Abgeordneten der Legislativversammlung für den Wahlkreis Port-Louis-Grande Rivière Nord-Ouest gewählt.
James Burty David war zuletzt Minister für Lokalverwaltung, Rodrigues und die Äußeren Inseln in der Regierung von Premierminister Navin Ramgoolam.